# Довсон Тернер
Довсон Тернер (англ. Dawson Turner; 1775—1858) — англійський банкір та ботанік.

## Біографія
Довсон Тернер народився 18 жовтня 1775 року у сім'ї банкіра Джеймса Тернера та доньки мера міста Грейт-Ярмут Елізабет Котман. Навчався у школі у Норт-Волшемі, у 1793 році поступив у Пемброукський коледж Кембриджського університету. З 1796 року працював у банку батька. У тому ж році Довсон одружився із Мері Палгрейв. У них було 11 дітей, одна з дньчок, Марія Довсон Тернер вийшла заміж за ботаніка В. Дж. Гукера.
У 1797 році Тернер був обраний членом Лондонського Ліннеївського товариства, у 1802 році став членом Лондонського королівського товариства. У 1812 році у Ярмуті оселився художник Джон Селл Котман, який став згодом другом Довсона. Також він вчив Тернера та його дітей малюванню. У 1816 році Довсон став іноземним членом Шведської академії наук.
З 1850 року Тернер жив у Лондоні. Помер 20 червня 1858 року у районі Олд-Бромтон. За десять днів до його смерті помер його друг, ботанік, який назвав на честь Тернера рід мохів Dawsonia, Роберт Браун.
Обширний гербарій водоростей, зібраний Тернером, зберігається разом із гербарієм Гукера у Королівських ботанічних садах в К'ю (K). Бібліотека Тернера, що налічувала 8000 книг, була розпродана на аукціонах у 1853 та 1859 роках.

## Окремі наукові праці
- Turner, D. (1802). A synopsis of the British fuci. 2 vols., 400 p.
- Turner, D. (1804). Muscologiae hibernicae spicilegium. 200 p., 16 pl. (J.C. Sowerby)
- Turner, D.; Dillwyn, L.W.; Dalton, J. (1805). The botanist's guide through England and Wales. 2 vols., 804 p.
- Turner, D. (1807—1819). Fuci. 4 vols., 258 pl.
- Turner, D.; Borrer, W. (1839). Specimen of a lichenographia britannica. 240 p.

## Роди, названі на честь Д. Тернера
- Dawsonia R.Br., 1811
- Dawsonia P.Beauv. ex J.V.Lamour., 1824, nom. rej. [syn.  Cryptopleura Kütz., 1843, nom. cons.]
- Turnerella F.Schmitz, 1896